# Adam Walton
Adam Walton (Brisbane, 17 aprile 1999) è un tennista australiano.
Professionista dal 2022, ha conquistato alcuni titoli in singolare e in doppio nel circuito Challenger. Nelle prove del Grande Slam non è andato oltre il secondo turno, mentre negli altri tornei del circuito maggiore ha disputato una semifinale al Los Cabos Open 2025. Il suo miglior ranking ATP in singolare è l'82º posto dell'agosto 2025.
Anche in doppio ha raggiunto il secondo turno in una prova del Grande Slam e ha disputato una semifinale ATP, mentre non è andato oltre il 134° nel ranking del marzo 2024.

## Carriera

### 2022 - 2023: primi titoli ITF e Challenger
Nella prima stagione da professionista, quella del 2022, si è imposto nel torneo ITF di Waco e in due tornei a Cancun. Vince i primi match nell'ATP Challenger Tour raggiungendo i quarti a Sidney.
Nel 2023 partecipa per la prima volta alle qualificazioni degli Australian Open, uscendo al secondo turno. Conquista altri due titoli ITF a Tbilisi e Tulsa e, in agosto, il primo titolo Challenger a Cary superando in finale Nicolas Moreno de Alboran.

### 2024: debutto nei tornei del Grande Slam e ATP, 86º nel ranking
Accede per la prima volta al tabellone principale di un torneo ATP ad Adelaide, battendo nelle qualificazioni Cachin e Zapata Miralles; al primo turno viene eliminato dal futuro vincitore del torneo Jiří Lehečka. Grazie a una wild card fa il suo debutto anche nei tornei del Grande Slam agli Australian Open perdendo contro Matteo Arnaldi. Nella stessa occasione gioca anche in doppio (con Tristan Schoolkate) e in doppio misto (insieme a Priscilla Hon), uscendo sempre al primo turno. Sempre in Australia vince il Challenger di Burnie. A marzo supera le qualificazioni al Masters 1000 di Miami ed esce al primo turno per mano di Auger-Aliassime. Sconfitto in finale al Challenger 125 di Acapulco, a maggio si aggiudica il Challenger di Taipei con il successo in finale su Illja Marčenko ed entra per la prima volta nella top 100.
Ancora grazie ad una wild card debutta al Roland Garros ed è sconfitto al primo turno da Arthur Rinderknech. Il primo match vinto nel circuito ATP arriva a Maiorca dove supera le qualificazioni, batte in due set Hanfmann e perde agli ottavi contro Jubb. A Wimbledon vince contro Federico Coria il suo primo incontro in una prova del Grande Slam ed esce al secondo turno per mano di Francisco Comesaña. Accede al secondo turno anche all'ATP di Atlanta e sale all'86ª posizione mondiale. Non supera il primo turno nei successivi tornei ATP, compresi gli US Open. Nel finale di stagione conquista il suo quarto titolo Challenger in doppio in Thailandia, ancora in coppia con Schoolkate, e perde la finale in singolare a Taipei contro Daniel.

### 2025: quarto turno a Miami, prime semifinali ATP e 82º nel ranking di singolare
A inizio stagione esce al primo turno in singolare nei tornei australiani del circuito maggiore disputati, compresi gli Australian Open, dove invece raggiunge il secondo turno in doppio. Il primo titolo stagionale arriva in singolare al Challenger Queensland International II con il successo in finale su Jason Kubler. Vince contro Zeppieri il primo match in un Masters 1000 all'Indian Wells Open ed esce al secondo turno. Al Miami Open entra direttamente al secondo turno del tabellone principale come lucky loser e sconfigge Luciano Darderi, raggiunge il quarto turno e viene eliminato da Taylor Fritz, risultati con cui sale all'85º posto nel ranking. All'ATP di Houston si spinge fino alle semifinali in doppio assieme a Matthew Romios. Perde la finale al Challenger 125 di Busan contro Térence Atmane.
Vince il suo primo match in carriera al Roland Garros ed esce di scena al secondo turno, mentre perde al primo turno a Wimbledon. Disputa la sua prima semifinale ATP in singolare al Los Cabos Open grazie ai successi su Nishesh Basavareddy e nei quarti su James Duckworth e viene sconfitto in due set da Denis Shapovalov. Esce al secondo turno al Canadian Open, mentre al Cincinnati Open sconfigge l'ex nº 1 del mondo Daniil Medvedev e viene eliminato al terzo turno da Jiri Lehecka dopo due tie-break; risultati con cui porta il miglior ranking all'82ª posizione mondiale.

## Statistiche

### Tornei minori

#### Singolare

##### Vittorie (9)
| Legenda tornei minori |
| Challenger (4)        |
| ITF (5)               |

| N. | Data             | Torneo                                | Superficie | Avversario in finale      | Punteggio        |
| 1. | 10 luglio 2022   | M15 Waco, Waco                        | Cemento    | Li Tu                     | 7–5, 0–6, 6–1    |
| 2. | 17 luglio 2022   | M15 Cancun, Cancun                    | Cemento    | Fernando Yamacita         | 6–4, 6–1         |
| 3. | 28 agosto 2022   | M15 Cancun, Cancun                    | Cemento    | Andres Andrade            | 7–6(3), 2–6, 6–3 |
| 4. | 6 maggio 2023    | M15 Tbilisi, Tbilisi                  | Cemento    | Orel Kimhi                | 6–1, 6–2         |
| 5. | 25 giugno 2023   | M25 Tulsa, Tulsa                      | Cemento    | Nick Chappell             | 6–1, 6–3         |
| 6. | 13 agosto 2023   | Cary Challenger, Cary                 | Cemento    | Nicolas Moreno de Alboran | 6–4, 3–6, 7–5    |
| 7. | 11 febbraio 2024 | Burnie Challenger II, Burnie          | Cemento    | Dane Sweeny               | 6–2, 7–6(4)      |
| 8. | 19 maggio 2024   | Santaizi ATP Challenger, Taipei       | Cemento    | Illja Marčenko            | 3–6, 6–2, 7–6(3) |
| 9. | 9 febbraio 2025  | Queensland International II, Brisbane | Cemento    | Jason Kubler              | 7–6(6), 7–6(4)   |

##### Sconfitte (8)
| Legenda tornei minori |
| Challenger (5)        |
| ITF (3)               |

| N. | Data              | Torneo                                     | Superficie | Avversario in finale       | Punteggio           |
| 1. | 15 settembre 2019 | M15 Champaign, Champaign                   | Cemento    | Axel Geller                | 3–6, 6–4, 3–6       |
| 2. | 21 agosto 2022    | M15 Cancun, Cancun                         | Cemento    | Jorge Brian Panta          | 6–1, 3–6, 4–6       |
| 3. | 26 febbraio 2023  | M25 Santo Domingo, Santo Domingo           | Cemento    | Alex Bolt                  | 6–4, 1–6, 6(5)–7    |
| 4. | 8 ottobre 2023    | Tiburon Challenger, Tiburon                | Cemento    | Zachary Svajda             | 2–6, 2–6            |
| 5. | 25 febbraio 2024  | Pune Metropolitan Region Challenger, Pune  | Cemento    | Valentin Vacherot          | 6–3, 6(5)–7, 6(5)–7 |
| 6. | 20 aprile 2024    | Acapulco Tennis Open, Acapulco             | Cemento    | Giovanni Mpetshi Perricard | 3–6, 3–6            |
| 7. | 5 maggio 2024     | Guangzhou International Challenger, Canton | Cemento    | Tristan Schoolkate         | 3–6, 6–3, 3–6       |
| 8. | 27 ottobre 2024   | Taipei Open, Taipei                        | Cemento    | Tarō Daniel                | 4–6, 5–7            |
| 9. | 20 aprile 2025    | Busan Open, Busan                          | Cemento    | Térence Atmane             | 3-6, 4-6            |

#### Doppio

##### Vittorie (5)
| Legenda tornei minori |
| Challenger (4)        |
| ITF (1)               |

| N. | Data             | Torneo                                     | Superficie  | Compagno           | Avversari in finale                     | Punteggio        |
| 1. | 27 agosto 2022   | M15 Cancun                                 | Cemento     | Andrew Rogers      | Blu Baker Kosuke Ogura                  | 6–2, 6–2         |
| 2. | 8 aprile 2023    | San Luis Potosí Open, San Luis Potosí      | Terra rossa | Colin Sinclair     | Benjamin Lock Rubin Statham             | 5–7, 6–3, [10–5] |
| 3. | 8 luglio 2023    | Cranbrook Tennis Classic, Bloomfield Hills | Cemento     | Tristan Schoolkate | Blake Ellis Calum Puttergill            | 7–5, 6–3         |
| 4. | 24 febbraio 2024 | Pune Metropolitan Region Challenger, Pune  | Cemento     | Tristan Schoolkate | Dan Added Chung Yun-seong               | 7–6(4), 7–5      |
| 5. | 24 febbraio 2024 | Nonthaburi Challenger IV, Nonthaburi       | Cemento     | Blake Ellis        | Rithvik Choudary Bollipalli Arjun Kadhe | 3–6, 7–5, [10–8] |

##### Sconfitte (9)
| Legenda tornei minori |
| Challenger (4)        |
| ITF (5)               |

| N. | Data              | Torneo                              | Superficie  | Compagno           | Avversari in finale                             | Punteggio           |
| 1. | 13 agosto 2022    | M15 Cancun                          | Cemento     | Tyler Zink         | Taisei Ichikawa Seita Watanabe                  | 6–1, 6(9)–7, [8–10] |
| 2. | 17 settembre 2022 | M25 Darwin                          | Cemento     | Joshua Charlton    | Calum Puttergill Seita Watanabe                 | 6(9)–7, 3–6         |
| 3. | 8 ottobre 2022    | M25 Cairns                          | Cemento     | James McCabe       | Kyle Seelig Colin Sinclair                      | 4–6, 2–6            |
| 4. | 11 febbraio 2023  | M25 Burnie                          | Cemento     | Calum Puttergill   | Luke Saville Tristan Schoolkate                 | 5–7, 4–6            |
| 5. | 25 febbraio 2023  | M25 Santo Domingo                   | Cemento     | Ezekiel Clark      | Arklon Huertas del Pino Conner Huertas del Pino | 4–6, 3–6            |
| 6. | 23 luglio 2023    | Championnats de Granby, Granby      | Cemento     | Tristan Schoolkate | Christian Harrison Miķelis Lībietis             | 4–6, 3–6            |
| 7. | 13 agosto 2023    | Cary Challenger, Cary               | Cemento     | Miķelis Lībietis   | Evan King Reese Stalder                         | 3–6, 6(4)–7         |
| 8. | 3 febbraio 2024   | Burnie International, Burnie        | Cemento     | Tristan Schoolkate | Alex Bolt Luke Saville                          | 5–7, 6–3, [10–12]   |
| 9. | 7 aprile 2024     | Mexico City Open, Città del Messico | Terra rossa | Tristan Schoolkate | Ryan Seggerman Patrik Trhac                     | 7–5, 4–6, [5–10]    |